# Маганик
Маганик је планина у Црној Гори, налази се у централном делу земље, на око 30 km источно од Никшића, према кањону Мораче. Ради се о веома разуђеном планинском простору, са бројним врховима углавном повезаним превојима и седлима, а некада одсеченим и чак неприступачним стенама. Такве су стене које са истока и севера окружују највиши Међеђи врх (2 138 m), који је на истоку масива и у правцу Мртвичких греда и истоименог кањона. Други по висини је Петров врх са 2 124 m надморске висине. 
Маганик је изграђен углавном од кречњака. Оивичен је рекама Зетом, Морачом и Мртвицом. Река Мртвица се кањонски и десном обалом дубоко усеца у окомите стене ове планине. На западу и југозападу планине налази се пространство шума, где је посебно карактеристичан плато висоравни Штитово са коповима рудника боксита.